# 王財貴
王财贵（1949年4月10日—），字季谦，生于台湾。新儒家大师牟宗三的入室弟子。儿童读经教育的发起人，并致力於推动與实践。他任教过小学、中学、大学，并从教自己的孩子开始实践读经教育，在获得成功后发起“全球读经”运动。曾任东海大学人文学系兼任讲师、國立中央大学哲学研究所兼任副教授、台中师范学院语教系专任副教授。

## 生平
1949年（民國38年）4月10日生于台灣省台南縣新化區山上鄉。
先后畢業於台南師專五八級（1969年）、台灣師範大學國文系六八級（1979年）。1989年（民國78年）获台灣師範大學國文研究所碩士学位，1996年（民國85年）获文化大學哲學研究所博士学位。并先后師事于掌牧民、牟宗三、書法家王愷和。
1991年中華文化基本教材重編後，王財貴開始倡導讀經教育，讀經書目最初包括中西經典，後來為達到「便利、普及、實效、實證」的目的而多次修訂，導致《弟子规》成為最終普遍得到實施的讀經書目，2000年開始在馬來西亞、新加坡、印尼及中國大陸宣傳其讀經教育，推動《弟子規》在中國大陸的傳播。
先后任台中市逢甲國小教師、台北市私立復興中學教師、香港新亞書院哲學系研究所研究员、鵝湖月刊社主編及社長，再而后兼任東海大學人文系講師、雲林技術學院講師、國立台北師範學院副教授。
現任职國立台中教育大學語教系專任副教授(退休)、華山講堂讀經推廣中心主任、民間書院院長、台灣漢學教育協會理事長、鵝湖月刊社編審委員、美國科技教育協會研究員、華山書院院長、文禮書院校長。

## 學術領域

### 學術專長
- 讀經教育學
- 理則學
- 書法
- 中國哲學
- 中國文學
- 國學

### 研究領域
- 宋明理學
- 理則學
- 書法
- 佛學
- 道家專題
- 兒童讀經教育

### 主要教授課程（含大學部及研究所）

#### 大學部
- 大一國文
- 四書
- 國學概論
- 寫字
- 宋明理學
- 詩經情深
- 易學與人生
- 理則學
- 詩經
- 書法進階
- 老子
- 莊子

#### 研究所
- 讀經教育之理論與實務
- 專書研究
- 哲學思潮與語文教育
- 經學研究
- 中國哲學之基本問題研究
- 佛學研究
- 博士論文

## 獲獎及榮譽
- 民國64年（1975年）年度台中市國小優良教師。
- 民國65年（1976年）師範大學書法比賽優選。
- 民國66年（1977年）第八屆全國美展入選。
- 民國67年（1978年）教育部年大專書法創作獎優選。
- 民國67年（1978年）中國書法學會大專院校書法優選。
- 民國84年（1995年）11月教育部社教有功人員文化獎章。
- 民國86年（1997年）11月台南師範第十屆傑出校友。
- 民國88年（1999年）年度，博士論文國科會學術研究成果獎助。

## 著作

### 期刊論文
- 台中師院輔導雙月刊，8851－8862頁。
- 編訂書法、描紅範本、歐陽詢、書譜等十六冊，師大美術社出版。
- 1983年1月，「新譯經時代的來臨」，鵝湖月刊第九十一期。
- 1985年6月，「現行高中中國文化基本教材問題商量」，鵝湖月刊第一二0期。
- 1985年8月，「掌師與我」，國文天地第三期。
- 1985年11月，「童蒙養正」，國文天地第六期。
- 1990年8月，「孔廣森公羊通義敘錄」，鵝湖月刊第一八二期。
- 1991年7月，「對書同文的期盼」，鵝湖月刊第一九三期
- 1991年10月，「略談新儒家」，鵝湖月刊第一九六期。
- 1993年12月，「說法第一的哲學大師」，中央日報長河版。
- 1995年5月，「兒童讀經教育說明手冊」，台中師範學院語教中心發行。
- 1995年6月，「國小施行讀經教育之理論、實務及疑難之解答」，台中師院輔導雙月刊。
- 1994年6月－2001年1月，編訂「大字註音經典誦讀」系列：大學中庸論語，老子莊子選，唐詩三百首，孟子，易經，詩經，孝弟三百千，等七種，讀經出版社出版。
- 1997年2月，「語文教育改良芻議」，鵝湖月刊第二六0期。
- 2000年4月17日，接受香港「亞洲週刊」訪問，並由大陸「參考消息」於2000年4月21及22兩日轉載，「尋回古典智慧開拓中華未來」，主編「讀經通訊季刊」。
- 2001年4月，「英語英文讀經教育之基本理論」 ，讀經通訊第二十五期。
- 2001年7月，「小學『讀經教學』實驗計劃 」，讀經通訊第二十六期。
- 2001年10月，「讀經兒童在家自學方案初議」，讀經通訊第二十七期。
- 2004年1月，「邁向全民讀經的時代」， 讀經通訊第三十六期。
- 2004年2月，「當前新儒家的時代更化實踐之道」，鵝湖月刊第344期，1－9頁。
- 2004年4月，「全球讀經教育基金會發起宣言」，讀經通訊第三十七期。
- 2005年1月，「正視世界中文熱潮 更張台灣語文教育」，讀經通訊第四十期。
- 2005年4月，「改革世界語文教育 重鑄當代人類文明」，讀經通訊第四十一期。
- 2006年1月，「『數理讀經』的構想」，讀經通訊第四十四期。
- 2006年7月，「改革世界語文教育重籌當代人類文明」，中師語文，第十六期，16－25頁。
- 2006年10月， 「對『反對讀經者』之總回應」，讀經通訊第四十七期。
- 2007年1月，「經典、儒家與讀經」，讀經通訊第四十八期。

### 研討會論文
- 1990年12月，「莊子工夫層級與逍遙義之重估」，鵝湖論文發表會。
- 1992年12月，「儒學判教之基型」，第二屆當代新儒學國際學術會議發表。
- 1994年12月，「新儒家圓教理論之特殊性」，第三屆當代新儒學國際學術會議發表。
- 1996年12月，「儒家圓教建立之根據」， 第四屆當代新儒學國際學術會議發表。
- 1996年11月，「從天台圓教論儒家心學圓教建立之可能性」，中國文化大學哲研所博士論文。
- 1998年5月，「台灣的讀經運動」，第三屆大學通識教育國際研討會。
- 1998年9月，「當前新儒家的時代更化實踐之道」，山東大學主辦牟宗三與當代新儒學國際學術會議。
- 2006年3月，「現代經教復興的契機」，中興大學第六屆通俗雅正全國學術會議。
- 2006年11月，「陽明心學大義」，韓國霞穀學國際學術大會。

### 專書及專書論文
- 1991年6月，「王龍溪良知四無說析論」，師大國文研究所碩士論文，收入師大國研所集刊第三十五號。（此處存疑，請提供出處。根據臺灣國立圖書館碩博士論文查詢，「王龍溪良知四無說析論」論文作者為邱財貴，指導教授牟宗三。）（邱財貴即王財貴）
- 1995年5月，「兒童讀經教育說明手冊」，台中師院語教中心。
- 1997年11月，「從天台圓教論儒家心理建立圓教之可能性」，中國文化大學哲學研究所博士論文。

## 外部連結
- 王財貴教授簡歷（北京季謙教育咨詢中心）
- 王財貴老師專欄 （页面存档备份，存于）（Xuite日誌）

1. ↑  . 新京报书评周刊. 2015-12-16  [2022-07-27]. （原始内容存档于2022-07-27）.